# Denis Tchorek
 (novembre 2022).
Denis Tchorek, né le 10 octobre 1976, est un organiste et musicologue français.

## Biographie
Denis Tchorek étudie l'orgue dans les classes de Pierre Cortellezzi et Jean-Philippe Fetzer au Conservatoire de Nancy, et avec Michel Chapuis lors de classe de maître et de stages internationaux. Il reçoit de nombreux premiers prix et, lors du concours interrégional 2001 en la Basilique Saint-Remi de Reims, son diplôme de concertiste. En 2004, il obtient son prix d'analyse supérieure au Conservatoire national supérieur de musique de Paris dans la classe d'Alain Louvier.
Agrégé de musique, Denis Tchorek est également docteur en musicologie de l'université François-Rabelais de Tours, qualifié maître de conférences par le CNU. Sa thèse, intitulée La transcription en France dans la seconde moitié du XIXe siècle : l'exemple d'Alexandre Guilmant, est publiée chez ANRT.
Spécialiste de la transcription, ses travaux portent sur la vie musicale en France sous le Second Empire et la IIIe République. Il étudie la circulation de la musique et des musiciens sous l’axe de la transcription, notamment entre la France et l’Angleterre au regard du phénomène complexe de transfert culturel. Il s’intéresse particulièrement à la figure d’Alexandre Guilmant, comme transcripteur et concertiste international. Ses travaux actuels[Quand ?] portent sur les rapports franco-anglais dans le domaine de l’orgue, sur l’émergence du récital d’orgue en France, ainsi que sur l’étude de la vie musicale à Boulogne-sur-Mer (Sociétés musicales et concerts) sous le Second Empire. Depuis février 2013, il collabore comme éditeur scientifique dans le portail Dezède, spécialisé dans la chronologie des spectacles.
Comme organiste, Denis Tchorek se produit lors de récitals (France, Allemagne, Belgique, Canada, République Tchèque, Suisse) durant lesquels il valorise le répertoire associé à ses axes d'études. Titulaire à Douai des grandes-orgues historiques Mutin-Cavaillé-Coll de la collégiale Saint-Pierre, et des orgues Mühleisen de l'église Notre-Dame de Douai, il est aussi président de l'association Orgues à Douai et directeur du concours d'orgue qui a lieu chaque année à la mi-octobre.
Il vient d'enregistrer[Quand ?] pour le label Hortus un album consacré aux dernières œuvres de Charles-Marie Widor, album salué par la critique internationale.

## Écrits
- « Autour du centenaire de la Révolution ; l'invention d'une "histoire de France" dans les programmes de concerts » Nouvelles perspectives sur les spectacles en province (XVIIIe – XXe siècle), dir. Joann Elart et Yannick Simon, PURH, coll. Changer d'époque n°31, 2018, p. 105-113.
- « L'influence anglaise dans les concerts avec orgue à Paris au début de la IIIe République ; usages, supports, répertoire », actes du colloque d'Hardelot (octobre 2012) L'influence anglaise sur le romantisme musical français, dir. Etienne Jardin, Palazetto Bru Zane - Centre de musique romantique française, 2016, 21 p. Publication lire en ligne
- « Un exemple de transfert culturel : l'introduction des concertos pour orgue de Haendel dans le répertoire des concerts en France au xixe siècle », Musicorum n°14, 2013, p. 157-181.
- La transcription en France dans la seconde moitié du XIXe siècle : l'exemple d'Alexandre Guilmant, thèse de doctorat, Université de Tours, 2012, 463 p. [2] (OCLC 835060786). Sous la direction de Joël-Marie Fauquet et de Guy Gosselin.
- « Le cercle Beethoven de Boulogne-sur-Mer, 1868-1871 », dans Revue de musicologie, tome 95, no 2 (2009), p. 399–425 (OCLC 883137834) [lire en ligne]
- « Les duos pour piano et harmonium en France : autour d'Alexandre Guilmant », dans Revue de musicologie, tome 93, no 2 (2007), p. 337–397 [lire en ligne]
- « Les Apports de Jehan Alain au répertoire d'orgue du xxe siècle », L'Éducation musicale no 539/540, janvier-février 2007, p. 20-27.

## Enregistrements
- Charles-Marie Widor, Bach's memento (1925), Suite latine (1928), op. 86 ; Trois nouvelles pièces, op. 87 (1934) - orgue Charles Mutin de Saint-Pierre de Douai (2017, Hortus 148)[6].
- Gabriel Fauré, Messe des pêcheurs de Villerville - Denis Tchorek, harmonium ; Ensemble Stanislas, Yves Ferraton (chef de chœur) (Talis CD003) (BNF 39024382) avec l'opus 5 de Maurice Duruflé.